# 天使之路

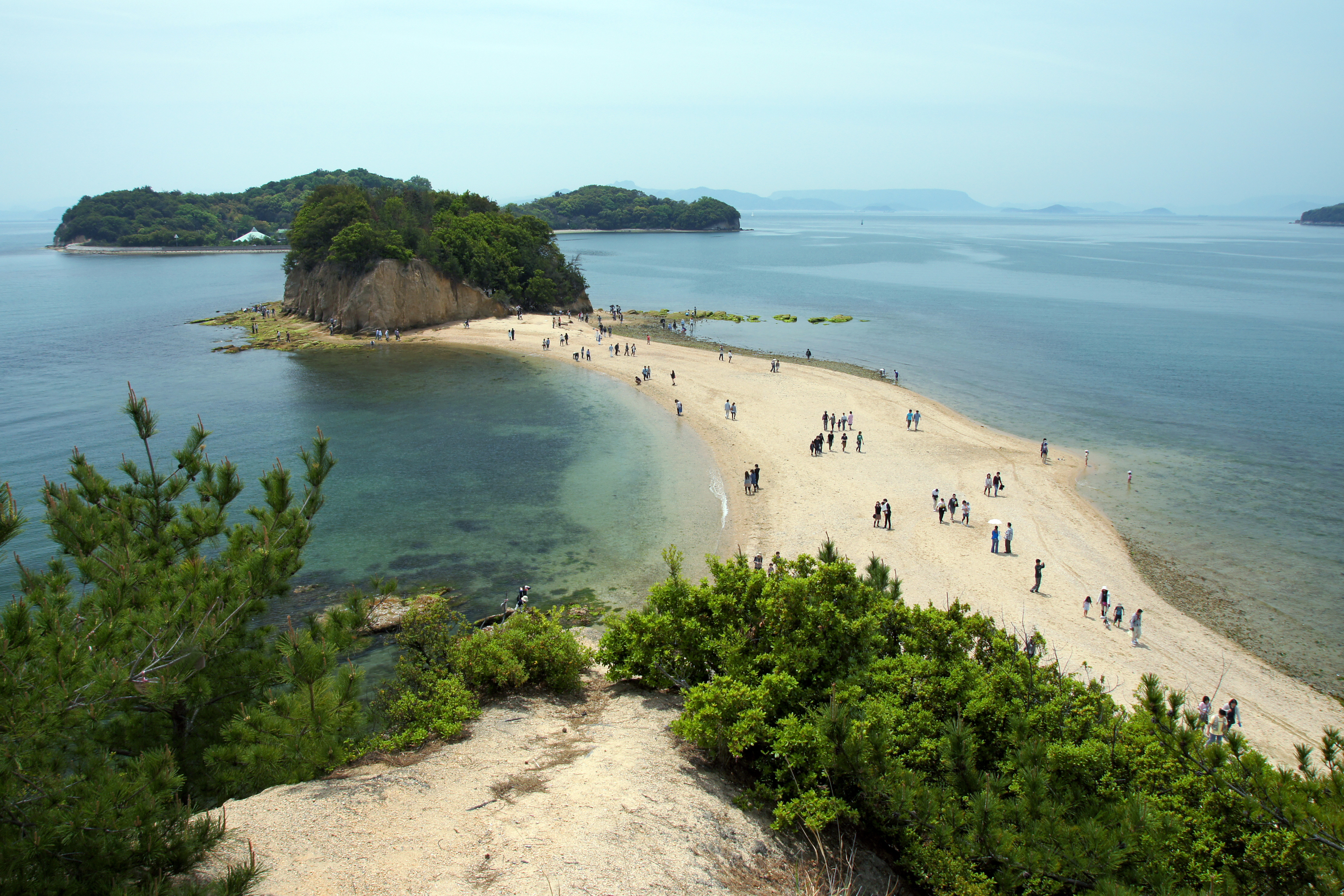
天使之路

天使之路（日语：エンジェルロード）是位於日本香川縣小豆郡土庄町銀波浦地區的沙洲，是著名的觀光景點。天使之路全長約500米，只有在低潮時才可通過。天使之路也被列入戀人的聖地。

## 外部連結
- エンジェルロード  小豆島シーサイドリゾートホテル 小豆島国際ホテル - 観光、デート （页面存档备份，存于）